# Ngovayang
Ngovayang (ou Ngóbajang, Ngobajang, Ngobayang) est un village du Cameroun située dans la région du Sud et le département de l'Océan. Il appartient administrativement à l'arrondissement (commune) de Lolodorf.

## Population
Lors du recensement de 2005, les chiffres de la population étaient les suivants :
- Ngovayang I : 369
- Ngovayang II : 353
- Ngovayang III : 147

## Histoire
Lorsque les missionnaires pallottins se dirigent de Kribi pour Ngovayang au nord-est, ils côtoient une mosaïque de peuples établis sur l’axe Kribi-Lolodorf-Yaoundé créé depuis les années 1900. Parmi les principaux peuples qu’ils traversent et qui constitueront une partie importante de leur future mission, citons en premier les Ngoumba et les Mabea, puis les Pygmées, les Bassa et les Bakoko, les Evuzok, les Ngwé, les Fang et les Bulu. Les pallottins ne manquent pas d’être frappés par la grande forêt équatoriale qu’arrosent de grands cours d’eau dont les plus importants restent la Lokoundjé et la Mougué. La région est également marquée par les chaînes montagneuses de Ngovayang qui culminent à 1 043 m.
Ngovayang, ensemble de trois petites bourgades clairsemées au cœur de la forêt tropicale du sud-Cameroun, 95 km au nord-est de Kribi, n’avait rien de particulier jusqu’à l’arrivée du christianisme. La dénomination Ngovayang en elle même ne relève d’ailleurs pas d’un événement singulièrement impressionnant comme c’est le cas de plusieurs localités dont l’événement fondateur est repris à travers le temps pour être fixé à la mémoire de tout un peuple.
La légende rapporte qu’un voyageur de passage à travers cette forêt y avait fait halte pour se reposer et déguster sa prise de tabac. Il s’en était allé, oubliant sa précieuse boîte désignée en ngumba par le mot ngobo. Rendu à sa destination, il dut faire part à ses amis de son oubli et, ne pouvant désigner le lieu en question, il dut désormais le nommer ngobo (boîte à prise) yang (pronom possessif signifiant « mon, ma »).  Au fil du temps le mot a subi de légères modifications : les Allemands écrivirent Ngowayang, tandis que les populations locales y appliquèrent un léger diminutif à la dernière syllabe pour donner finalement Ngoboyo.
D’autres sources pensent que le mot Ngovayang est lié aux nombreuses migrations qui ont conduit les Bassa du Centre vers le Sud. Ngovayang pourrait ainsi se rapporter au nom d’une princesse ou d’une reine, une certaine Ngo Bayange : Ngo pour désigner que c’est un enfant de sexe féminin, et Bayange rappelant le nom de son Père. La dation du nom chez les Bassa marque en effet avec grand intérêt pour la jeune fille un lien fort avec le père ou un célèbre ascendant auquel on se réfère. Pour le cas d’espèce, Ngo Bayange signifierait « la fille de Bayange. » L’exemple de Ngombpas, village situé à 5 km au sud de Ngovayang illustre suffisamment cette hypothèse.
En 1909, sous l'administration allemande, Ngovayang accueille une mission catholique. Les pallotins construisent une église dédiée à saint François Xavier avec une maison des pères et une infirmerie au carrefour d'Abiere, à équidistance des villages de Mvile, Mougue Bikala, Ngovayang et Bingambo qui sont de langue ngoumba. La mission comprend cinquante hectares. Lorsque les Allemands doivent abandonner la colonie, les pallotins sont remplacés par des spiritains français qui terminent la construction de l'église. Le Père Sohler qui demeure ici de 1934 à 1964 a laissé le souvenir d'un apôtre de la région.

## Économie
Les ressources en fer du massif de Ngovayang sont au cœur d'un important projet d'exploitation, d'abord lancé par Legend Mining Ltd (Australie), puis repris en 2014 par le groupe indien Jindal Steel & Power. Le projet de fer de Ngovayang comprend trois permis d’exploration d'une superficie d'environ 2 970 km2.

## Massif montagneux
Localisé à 3° 15' 0 N de latitude et 10° 37' 0 E de longitude, Ngovayang dispose d'un massif montagneux sur lequel est organisée une ascension depuis 2000. La 6e édition de l'ascension du mont Ngovayang a eu lieu en avril 2006 avec la participation de plus de 400 athlètes.